# دوربین تله‌ای

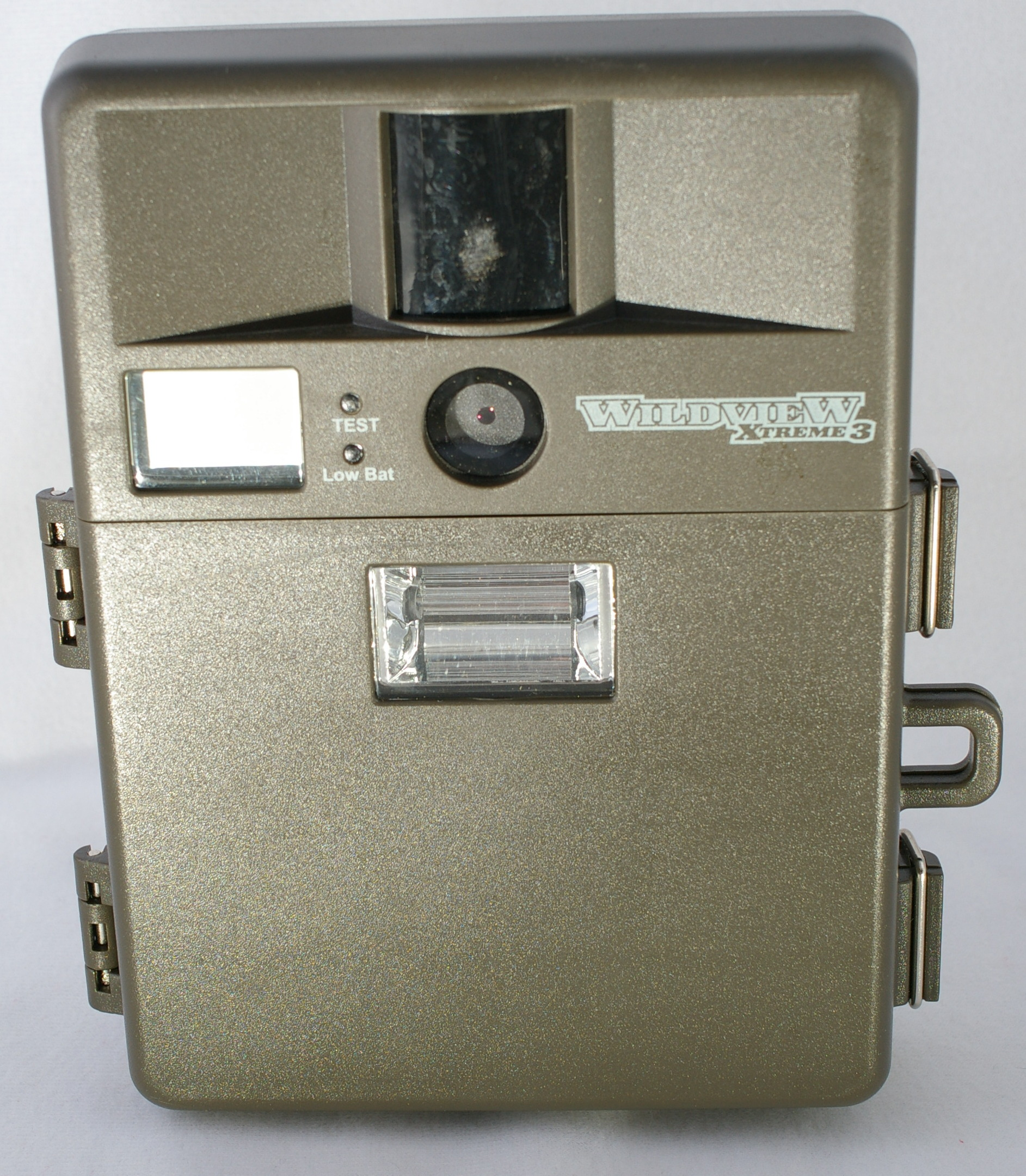
یک دوربین تله‌ای با حسگر فروسرخ غیرفعال

دوربین تله‌ای (انگلیسی: Camera trap) نوعی دوربین است که به‌شکل خودکار با حرکتی در مجاورت آن، مانند حضور یک حیوان یا انسان فعال می‌شود. اینطور دوربینی به‌طور معمول مجهز به آشکارساز حرکت است — معمولاً حسگر فروسرخ غیرفعال یا حسگر فروسرخ فعال که از پرتو نور فروسرخ استفاده می‌کند.